# پی‌اف-۶۱۰۳۵۵
پی‌اف-۶۱۰۳۵۵ (انگلیسی: PF-610355) یک آگونیست گیرنده آدرنرژیک β2 با اثر بسیار طولانی استنشاقی (ultra-LABA) است که به عنوان درمان آسم و COPD توسط فایزر مورد بررسی قرار گرفته است. بهینه‌سازی ویژگی‌های فارماکوکینتیک، قرار گرفتن در معرض سیستمیک پس از استنشاق را به حداقل رساند و عوارض جانبی با واسطه سیستمی را کاهش داد. مدت زمان عمل در داخل بدن، پتانسیل آن را برای استفاده یک بار در روز در انسان تایید کرد.